# Diplotaxis subangulata
Diplotaxis subangulata är en skalbaggsart som beskrevs av Leconte 1856. Diplotaxis subangulata ingår i släktet Diplotaxis och familjen Melolonthidae. Inga underarter finns listade i Catalogue of Life.